# 林蹶鼠
林蹶鼠（学名：Sicista betulina）也称北方蹶鼠、北部蹶鼠，一种分布于欧亚大陆北部地区的啮齿动物，隶属于鼠科蹶鼠属。本种是德国动物学家彼得·西蒙·帕拉斯于1779年描述发表。

## 形态特征
身体脊背部有一条黑色纵纹，尾长约为体长的1.5倍。